# John Guiney
John Guiney (John Joseph „Jack“ Guiney; * Juni 1882 im Middlesex County, Massachusetts; † 6. Februar 1912 in Bryn Mawr, Pennsylvania) war ein US-amerikanischer Kugelstoßer.
Bei den Olympischen Spielen 1904 in St. Louis wurde er Siebter.
Seine persönliche Bestleistung von 12,43 m stellte er 1904 auf.